# André Schneider (Politiker)

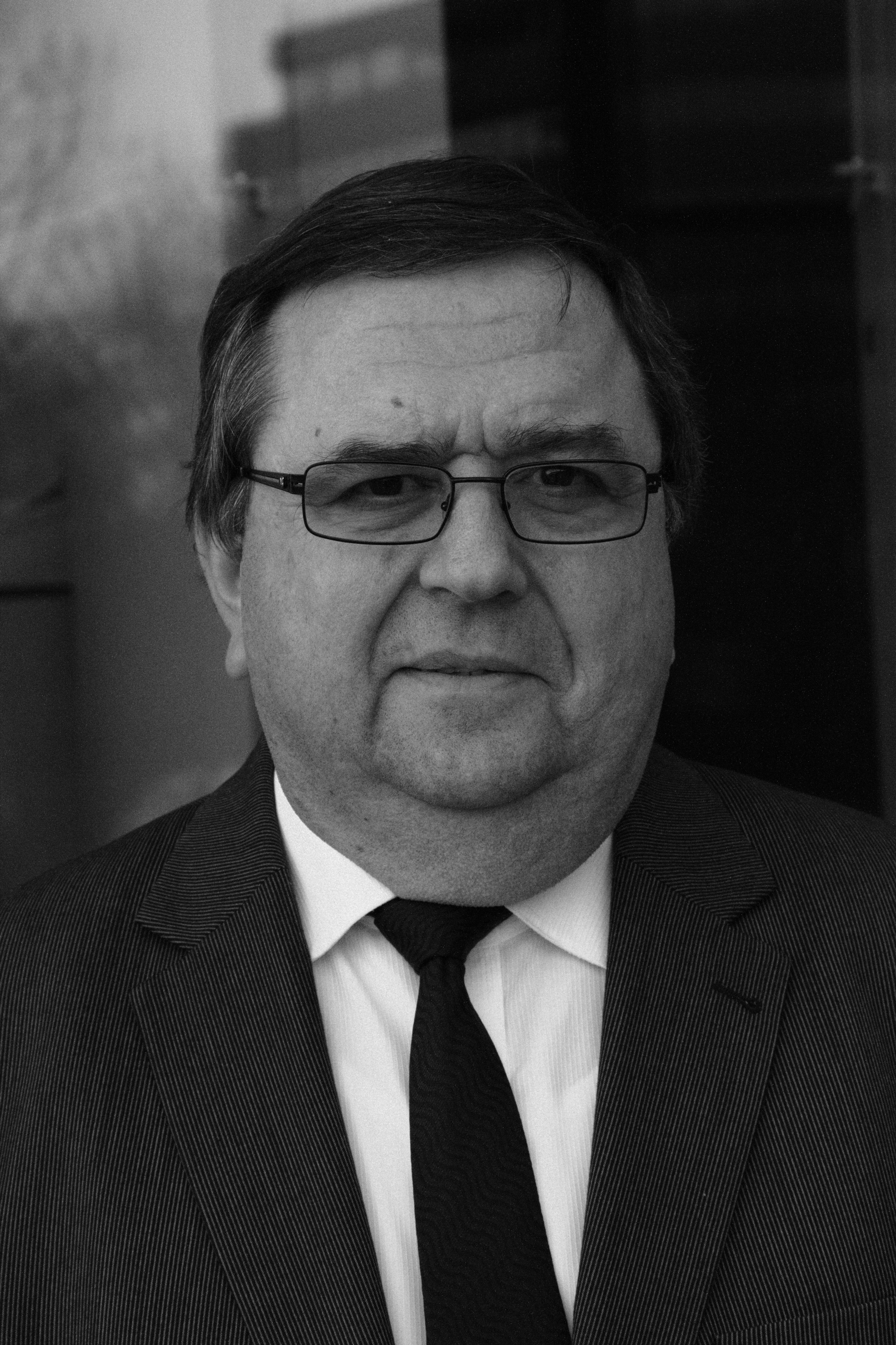
André Schneider

André Schneider (* 3. Januar 1947 in Straßburg) ist ein französischer Politiker der Les Républicains.

## Leben
Schneider ist seit 1997 Abgeordneter in der Nationalversammlung.
Vom 25. Juni 1995 bis 16. März 2008 war Schneider Bürgermeister von Hœnheim.